# Легкий метрополітен Палембанга
Легкий метрополітен Палембанга (індонез. Lintas Rel Terpadu Palembang) — практично повністю естакадна лінія легкого метрополітену у індонезійському місті Палембанг. Перший діючий метрополітен в країні.

## Історія
Планування будівництва позавуличного транспорту міста почалося у 2012 році. Спочатку передбачалося будівництво монорейки, але у 2015 році губернатор провінції вирішив, що лінія ЛРТ буде краще відповідати потребам міста. Проєктування лінії розпочалося у листопаді 2015 року, а сама лінія мала запрацювати до початку Азійських ігор 2018 року. За планом основні будівельні роботи повинні були завершитися у лютому 2018 року, а комерційна експлуатація у травні того ж року. Проте через затримки на будівництві тестовий рух був відкритий лише наприкінці травня, урочиста церемонія відкриття за участю президента Джоко Відодо відбулася 15 липня. Регулярний рух почався 1 серпня 2018, лише за місяць до початку ігор. Остаточна вартість будівництва склала 755 млн доларів США.

## Лінія
Лінія пов'язує міжнародний аеропорт імені Султана Махмуда Бадаруддіна ІІ з центром міста та спортивним містечком.

### Рухомий склад
З моменту відкриття лінію обслуговують 8 трьохвагонних потягів, що живляться від третьої рейки. Ширина колії 1067 мм, використовуються безбаластні колії. Кожен потяг здатен перевезти до 720 пасажирів.

### Тариф
В системі встановлено два типи тарифів: до аеропорту — 10000 рупій, для пасажирів в межах міста — вдвічі менший.

## Галерея

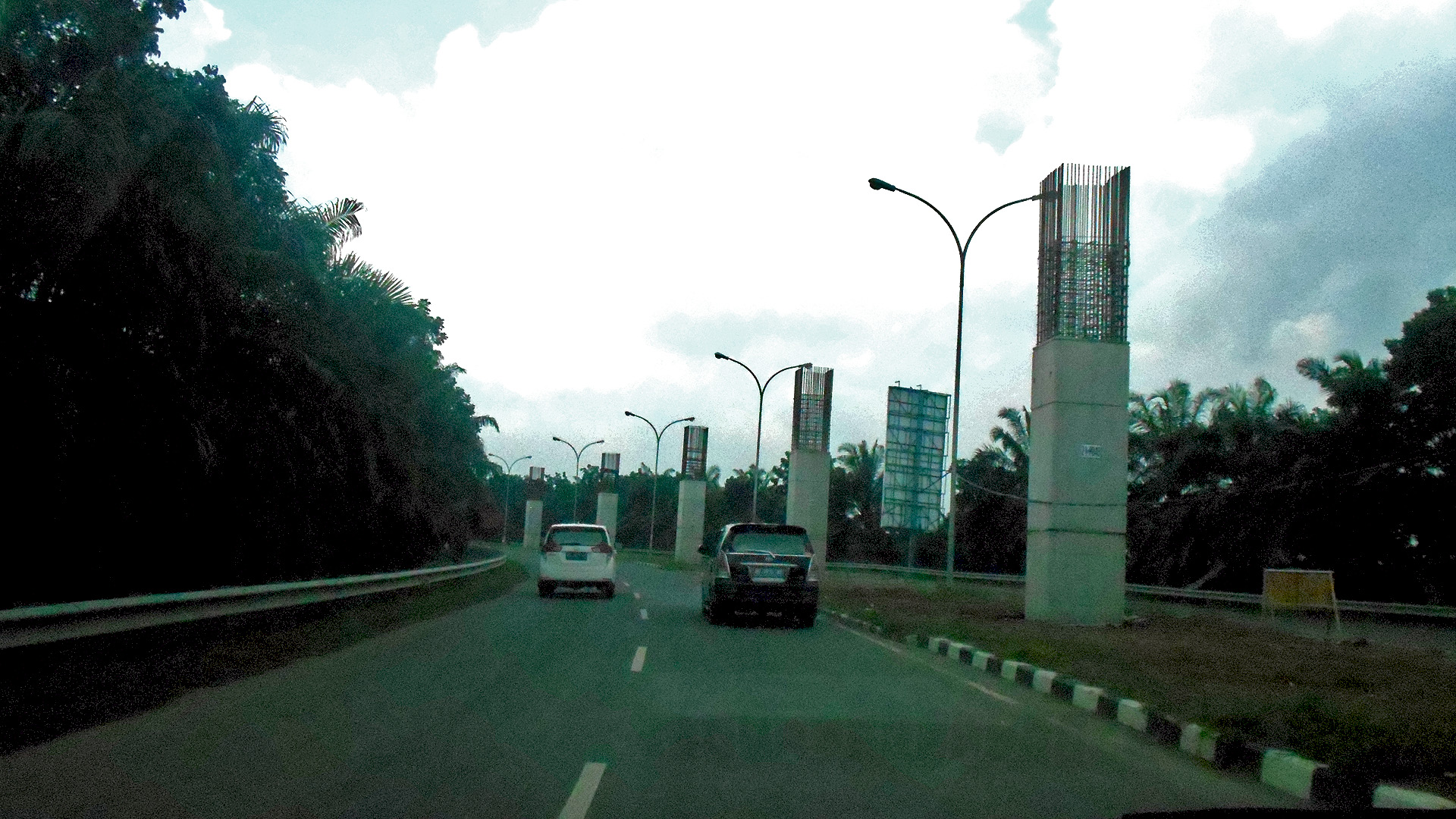
Будівництво естакади, квітень 2016
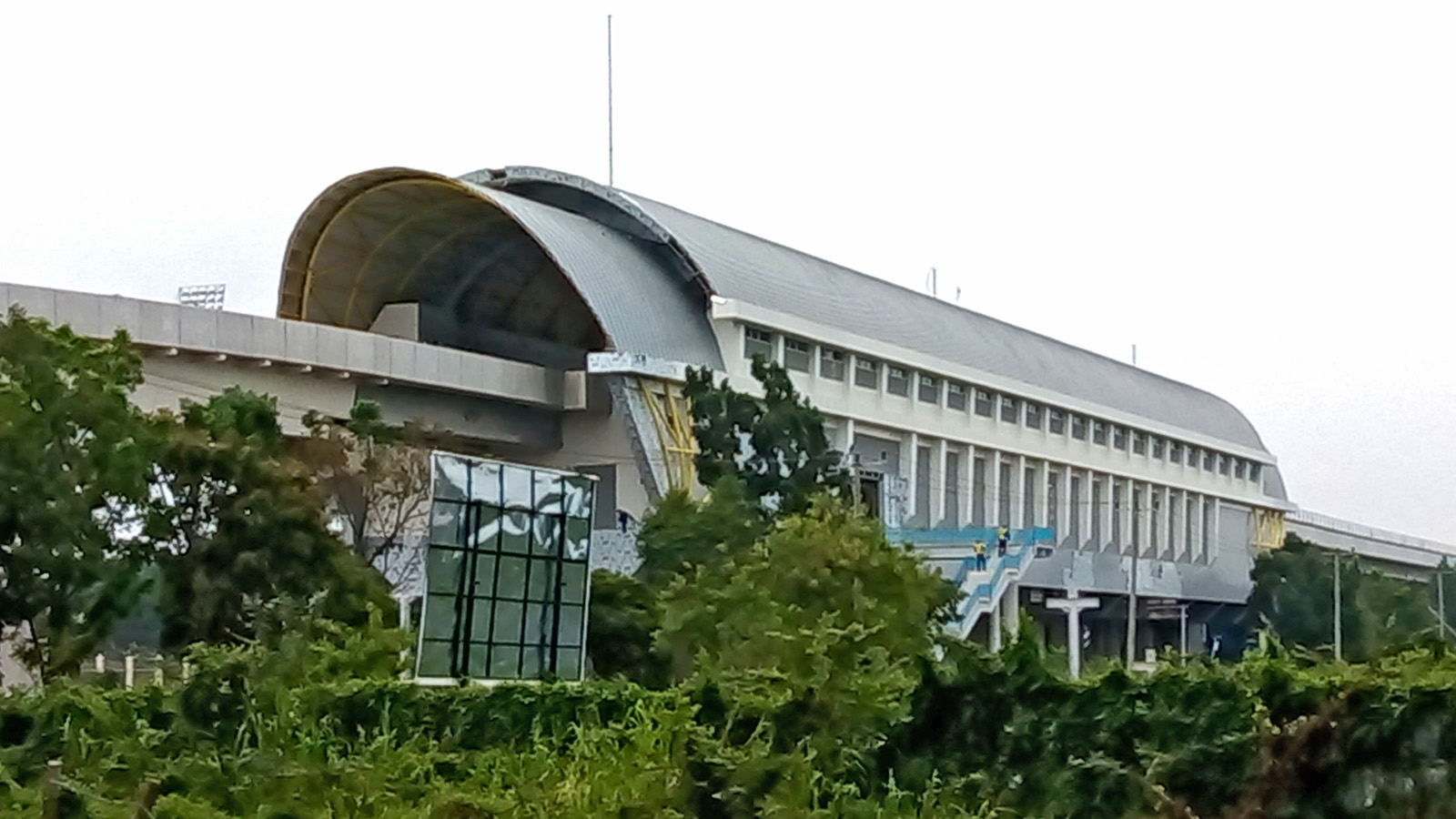
Станція «Джакабаринг»
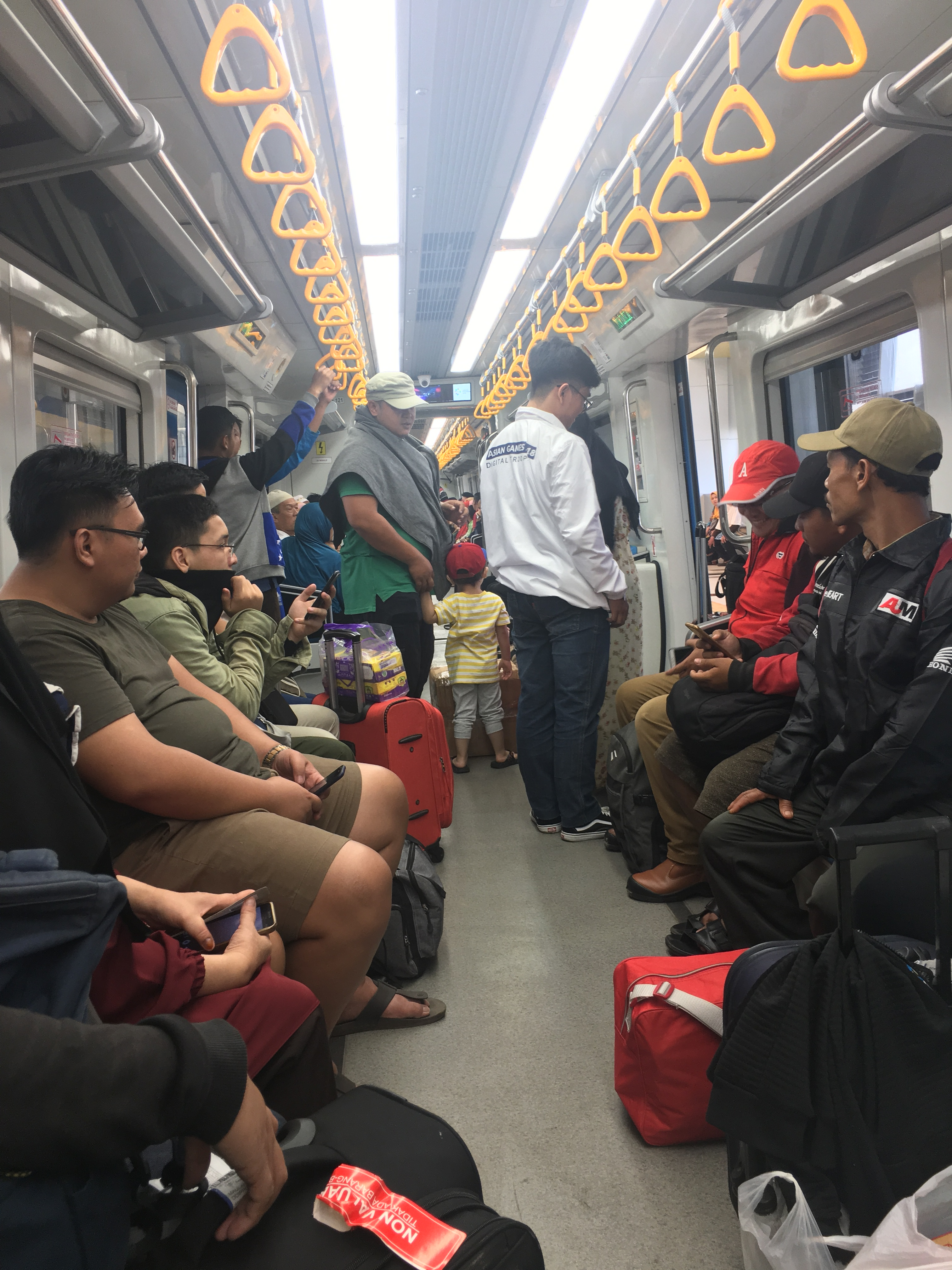
Всередині вагону